# Berville-sur-Mer
Berville-sur-Mer – miejscowość i gmina we Francji, w regionie Normandia, w departamencie Eure. Przez miejscowość przepływa Sekwana. 
Według danych na rok 1990 gminę zamieszkiwało 438 osób, a gęstość zaludnienia wynosiła 86 osób/km² (wśród 1421 gmin Górnej Normandii Berville-sur-Mer plasuje się na 501. miejscu pod względem liczby ludności, natomiast pod względem powierzchni na miejscu 683.).